# Fluorure d'yttrium(III)
Le fluorure d'yttrium(III)  est un composé chimique inorganique de formule YF3. Il n'existe pas naturellement sous forme 'pure'. Les minéraux fluorure contenant principalement de l'yttrium comprennent la tveitite-(Y) (Y,Na)6Ca6Ca6F42 et la gagarinite-(Y) NaCaY(F,Cl)6. Parfois le minéral fluorine contient des traces d'yttrium,.

## Synthèse
YF3 peut être produit en faisant réagir le fluor avec l'yttrine ou l'hydroxyde d'yttrium avec l'acide fluorhydrique :
Y(OH)3 + 3HF → YF3 + 3H2O

## Propriétés
Le fluorure d'yttrium(III) a un indice de réfraction de 1,51 à 500 nm et est transparent sur la plage allant de 193 nm à 14000 nm (c'est-à-dire des UV jusqu'aux IR).
L'yttrium pur peut être produit à partir du fluorure d'yttrium(III) par réduction avec le calcium.
Le fluorure d'yttrium(III) cristallise dans le système cristallin orthorhombique, avec le groupe d'espace Pnma (n° 62) et les paramètres de maille a = 6,3537 Å, b = 6,8545 Å, c = 4,3953 Å. L'yttrium est en coordinence neuf avec les atomes de fluor.

## Occurrence et utilisations
Il se présente sous la forme du minéral waimirite-(Y).
Le fluorure d'yttrium(III) peut être utilisé pour produire de l'yttrium métallique, des films minces, des verres et des céramiques.

## Risques
Les conditions/substances à éviter sont : les acides, les métaux actifs et l'humidité.